# العزية (صور)
العزية أو عزية قانا أو عزية معركة  هي إحدى القرى اللبنانية من قرى قضاء صور في محافظة الجنوب.
وهي تابعة عقاريا لبلدة الحنية.